# Tunel Čepićko polje – Plominski zaljev
Tunel Čepićko polje – Plominski zaljev je odvodni tunel u Republici Hrvatskoj.
Pušten je u funkciju 1932. godine. Vodio je najjužnijega ruba ondašnjeg Čepićkog jezera, danas polja prema Plominskom zaljevu. Tunel je dugačak 4250 metara. Njime je odvodnjavanjem isušeno to jezero i postalo je obradivo polje. Približne je visine 4 metra i širine do 6 metara. Strogo je zabranjen ulazak i prolazak kroz tunel. Podnica je od betona. Zbog agresivnog djelovanja vode i mikroorganizama prema središtu tunela podnica je u sve lošijem stanju i nakon jednog dijela je više nema. Za suhih godina je prohodan. U godinama obilnih oborina, Boljunčica koja je nekada plavila Čepićko polje i tvorila jezero, nabuja pa napuni tunel skoro do vrha. Vode se tunelom odvode u Plominski zaljev.